# Сукур Курбан
Сукур, Курбан (1848—1922) — даргинский поэт, певец. В своих произведениях поднимает проблему социального неравенства и свободы.

## Биография
Родился Сукур Курбан в 1848 (по другим данным в 1842) году в ауле Кашаги. Будучи слепым от рождения, он путешествовал по Дагестану в поисках заработка с двоюродным братом. «Сукур» переводится с даргинского языка как «слепой». Талант сочинять песни у Сукур Курбана проявился ещё в детстве. Его песни оценили и быстро полюбили. Всю свою жизнь он провел в скитаниях. Песни его — лирическая повесть о жизни и судьбе даргинского народа. Курбан знал многие дагестанские языки и переводил песни соседних народов на даргинский язык. Весть о революции он принял радостно, своими песнями он вдохновлял партизан, воюющих против белых.

### Семья и детство
Сукур Курбан родился в семье наемного рабочего. Тяжелые бытовые условия порождали болезни. С этим столкнулась и семья Исы из аула Кашаги — отца певца: у него родился слепой сын, которого назвали Курбаном. В первые дни весны отец Курбана спускался с гор на равнину в Кизляр или в рыбачьи поселки на берегу Каспия на заработки, а зимой возвращался домой. 
От Кашаги ныне остались лишь развалины. Цудахарский участок, куда входил Кашаги, был садоводческим. Часто горцы обменивали курагу и яблоки на хлеб. Так поступал и отец певца. Разъезжая по аулам, он брал сына с собой. В зимние ночи отец брал его в соседний аул Тебек-Махи, где собирались на досуге люди обменяться новостями, послушать рассказы, песни. 
В горах вспыхнула холера и унесла жизни его родителей. С одиннадцати лет Курбан остался сиротой. Двоюродный брат Эрка-Магомед увез его к себе, в аварский аул Хабши, где он изучил 
язык и сказания аварского народа.
Юношей вернулся в Табек-махи, к родным. К этому времени Курбан стал уже известен, как одаренный певец. Его стали приглашать на празднества в разные аулы. Никогда он не разлучался с чунгуром и палкой, которая служила ему проводником.

### Путешествия
Часто бывал певец в Грозном. И всюду он был свидетелем бесчеловечной эксплуатации трудового народа. Свои мысли он выражал в песне:
Надгробья мне не тешите,

Не правьте надгробный пир!

В могилу меня не кладите —

Могилою стал мне мир.
В 1919 году, будучи в Левашах, он узнал, что один из партизанских отрядов, преграждавший путь белогвардейцами ущелье Ая-Кака, отступает. И тогда он спел:
Честное дело —

Петь песню славы храбрецу,

Тому, кто не поколеблется

Отдать жизнь за свободу.

У кого львиное сердце

И взор как орла,

О тебе сегодня идет

Молва народная.

Позор трусу.

Кто спину покажет врагу.

Если и погибнет трус,

Погибнет бесславной смертью.
Песня вернула отступающих в строй и вдохновила их на подвиг.

### Смерть
После Ая-Какинского сражения о Сукур Курбане узнали не только в горах, но и на равнине. В своих песнях он клеймил позором эксплуататоров, изменников, которые продавали интересы народа. Врагов у народного певца становилось все больше. На одной свадьбе врагам удалось отравить певца. Где могила Сукур Курбана неизвестно. Одни считают, что он похоронен в своем ауле, другие, что его похоронили у дороги, как он завещал.

## Творчество
Сукур Курбан сочинял сам и переводил на даргинский песни других народов. Одним из источников поэзии Сукур Курбана несомненно
является творчество Батырая. Пел о чувствах, о социальном неравенстве (песня «Проданная Меседу»).
«Лучше быть слепым на глаза, чем иметь слепое сердце» — эти слова слепого поэта Курбана можно поставить эпиграфом ко всему его творчеству. 
Знание Сукур Курбаном аварского, лакского и кумыкского языков способствовало его общению с соседними народа 
ми и знакомству с их эпическими произведениями. Свои знания Сукур Курбан отдавал народу. Он с большим вниманием слушал народные песни соседей, переводил их на родной язык и пел даргинцам. Благодаря его переводу известный эпиколирический памятник аварского народа «Хочбар» воспринимается даргинцами как оригинальное свое произведение. Им 
переведены лакская песня «Мукмухамед Казикумухский», где описаны исторические события времен Шамиля, имевшие место в Кайтаге, аварские исторические песни «Убиение Гамзата», «Смерть хунзахских ханов», дагестанская лирическая песня «Девушка из Азайни и парень из Кумуха» и другие памятники дагестанского народа.

### Печать
Даргинский просветитель Башир Далгат собрал все песни Курбана и опубликовал в 1892 году в «Сборнике сведений для описания племен и местностей Кавказа».
Некоторые его стихи Сукур Курбана были опубликованы в 1934 году в сборнике «Песни даргинского народа».
Стихи Сукур Курбана вошли в даргинскую антологию.
Впервые его стихотворение «Проданная Меседу» на русском языке в удачном переводе М. Грунина было опубликовано в 1960 году. Это произведение вошло и в сборник «Поэзия народов Дагестана». В журнале «Дружба» была напечатана небольшая статья о жизни и творчестве Сукур Курбана. В сборнике «Дагестанские лирики» находится несколько стихотворений на русском языке в переводах В. Державина и Б. Иринина.

#### Переводы
1. ↑  Мабирхьидая гьангус —

Камархьабая хӀябла —

Гьангус саби наб хъали,

ХӀяб саби наб иш дунъя.
2. ↑  
ХӀялал саби ахӀгъабзас

Дезала далай белчӀни,

Азаддешлис жан дедес

Сай гӀелумхӀелзусилис,

Арсланна уркӀила вегӀ,

Шакала сакъти хӀулбар,

ХӀечила саби бурул

ИшбархӀи халкьла хабар.

НагӀна диаб вайгъабзас

Душмайс къакъ чебиахъул,

ВебкӀаллира вайгъабза

ХӀярам бибкӀали убкӀар.